# 悲しみの湖
悲しみの湖（かなしみのみずうみ、Lacus Doloris）は、Terra Niviumにある小さな月の海である。この湖の月面座標は、北緯17.1°、東経9.0°で、直径は110kmである。